# Радоишће
Радоишће је насељено место у саставу Града Светог Ивана Зелине, до нове територијалне организације у саставу бивше општине Свети Иван Зелина, у Загребачкој жупанији, Хрватска.

## Историја
Почетком 20. века место "Радовиште" је било село - православна парохијска филијала села - парохије Салник.

## Становништво
На попису становништва 2011. године, Радоишће је имало 250 становника.

### Број становника по пописима
| Националност   | 2001. | 1991. | 1981. | 1971. | 1961. | 1953. | 1948. | 1931. | 1921. | 1910. | 1900. | 1890. | 1880. | 1869. | 1857. |
| бр. становника | 295   | 307   | 383   | 431   | 526   | 557   | 538   | 539   | 471   | 500   | 409   | 324   | 236   | 227   | 244   |

### Национални састав
| Националност       | 1991.        | 1981.        | 1971.        | 1961.        |
| Хрвати             | 297 (96,74%) | 379 (98,95%) | 422 (97,91%) | 509 (96,76%) |
| Срби               | 0            | 4 (1,04%)    | 6 (1,39%)    | 13 (2,47%)   |
| Југословени        | 6 (1,95%)    | 0            | 0            | 0            |
| остали и непознато | 4 (1,30%)    | 0            | 3 (0,69%)    | 4 (0,76%)    |
| Укупно             | 307          | 383          | 431          | 526          |

## Попис1991.
На попису становништва 1991. године, насељено место Радоишће је имало 307 становника, следећег националног састава:
| Попис 1991.‍  | Попис 1991.‍  | Попис 1991.‍ | Попис 1991.‍ | Попис 1991.‍ |
| ------------ | ------------ | ----------- | ----------- | ----------- |
|              |              |             |             |             |
| Хрвати       | Хрвати       |             | 297         | 96,74%      |
| Југословени  | Југословени  |             | 6           | 1,95%       |
| неопредељени | неопредељени |             | 1           | 0,32%       |
| непознато    | непознато    |             | 3           | 0,97%       |
| укупно: 307  |              |             |             |             |